# Ternana Calcio 1999-2000
Questa pagina raccoglie le informazioni riguardanti la Ternana Calcio nelle competizioni ufficiali della stagione 1999-2000.

## Stagione
Nella stagione 1999-2000 la Ternana disputa il campionato di Serie B, raccoglie 49 punti con il decimo posto in classifica. Il campionato delle Fere inizia con il confermato tecnico Vincenzo Guerini, è un torneo senza infamia e senza lode, intruppata a metà classifica per tutto il corso del campionato, a fine gennaio si prova anche a cambiare il condottiero, a Vincenzo Guerini subentra Tarcisio Burgnich, ma il cambio non registra particolari scosse, anche con il tecnico friulano si resta a metà classifica fino al termine del torneo. Il miglior marcatore stagionale rossoverde è Fabio Artico preso dalla Reggina, che realizza 14 reti, 4 in Coppa Italia e 10 in campionato. Nella Coppa Italia la Ternana disputa il gruppo 1 del girone preliminare, lo vince eliminando dal torneo Lecce, Lucchese e Fidelis Andria, poi nel secondo turno, perde il doppio confronto con il Perugia, sperimentando il doppio arbitraggio in queste due partite.

## Rosa

L'attaccante Fabio Artico, 33 presenze e 10 gol nel suo unico campionato a Terni, decisivi per la salvezza del club rossoverde.

| N. |                      | Ruolo | Calciatore          |
| -- | -------------------- | ----- | ------------------- |
| 1  | Italia (bandiera)    | P     | Daniele Balli       |
| 2  | Italia (bandiera)    | D     | Cristian Stellini   |
| 3  | Italia (bandiera)    | D     | Paolo Annoni        |
| 4  | Italia (bandiera)    | D     | Mauro Mayer         |
| 4  | Italia (bandiera)    | D     | Marino D'Aloisio    |
| 5  | Italia (bandiera)    | C     | Riccardo Onorato    |
| 5  | Australia (bandiera) | C     | Vincenzo Grella     |
| 6  | Italia (bandiera)    | D     | Settimio Lucci      |
| 7  | Italia (bandiera)    | D     | Dario Baccin        |
| 8  | Italia (bandiera)    | C     | Alessandro Cucciari |
| 9  | Italia (bandiera)    | A     | Fabio Artico        |
| 10 | Italia (bandiera)    | A     | Enrico Buonocore    |
| 10 | Italia (bandiera)    | A     | Massimo Borgobello  |
| 11 | Italia (bandiera)    | A     | Fabrizio Miccoli    |
| 12 | Italia (bandiera)    | P     | Paolo Fabbri        |
| 13 | Italia (bandiera)    | D     | Gianluca Grava      |
| 14 | Italia (bandiera)    | C     | Marco Sesia         |
| 15 | Italia (bandiera)    | D     | Andrea Turato       |

| N. |                   | Ruolo | Calciatore          |
| -- | ----------------- | ----- | ------------------- |
| 16 | Italia (bandiera) | C     | Riccardo Gissi      |
| 16 | Italia (bandiera) | A     | Pierpaolo Bresciani |
| 17 | Italia (bandiera) | A     | Ciro Ginestra       |
| 17 | Italia (bandiera) | D     | Carlo Sassarini     |
| 18 | Italia (bandiera) | C     | Riccardo Rovinelli  |
| 19 | Italia (bandiera) | C     | Luca Cavallo        |
| 20 | Italia (bandiera) | A     | Giovanni Tiberi     |
| 21 | Italia (bandiera) | D     | Carlo Teodorani     |
| 22 | Italia (bandiera) | P     | Massimo Fiorentino  |
| 23 | Italia (bandiera) | A     | Francesco Baiano    |
| 24 | Italia (bandiera) | D     | Cristian Servidei   |
| 25 | Italia (bandiera) | C     | Fabrizio Fabris     |
| 26 | Italia (bandiera) | C     | Davide Cordone      |
| 27 | Italia (bandiera) | D     | Stefano Di Fiordo   |
| 27 | Italia (bandiera) | D     | Simone Moretti      |
| 28 | Italia (bandiera) | D     | Daniele Giannini    |
| 29 | Italia (bandiera) | D     | Dimitri Birk        |
| 30 | Italia (bandiera) | D     | Ivano Casanova      |

## Risultati

### Serie B

#### Girone di andata
| Arbitro: | P. Rossi (Ciampino) |

|                                  |           |  |
| Francioso 18’ (rig.) Manetti 87’ | Marcatori |  |

| Arbitro: | Pirrone (Messina) |

|             |           |  |
| Miccoli 74’ | Marcatori |  |

| Arbitro: | Collina (Viareggio) |

|                     |           |  |
| Artico 45+1’ (rig.) | Marcatori |  |

| Arbitro: | Branzoni (Pavia) |

|  |           |            |
|  | Marcatori | 83’ Baccin |

| Arbitro: | Treossi (Forlì) |

|            |           |            |
| Artico 45’ | Marcatori | 12’ Caccia |

| Arbitro: | Bonfrisco (Monza) |

|                      |           |                         |
| C. Esposito 14’, 71’ | Marcatori | 43’ Artico 78’ Ginestra |

| Arbitro: | Bolognino (Milano) |

|                            |           |                     |
| Servidei 10’ Buonocore 34’ | Marcatori | 55’ Pancu 77’ Taldo |

| Arbitro: | Soffritti (Ferrara) |

|                            |           |  |
| Hubner 21’, 93’ Yllana 67’ | Marcatori |  |

| Arbitro: | Rosetti (Torino) |

|                          |           |                   |
| Teodorani 7’ Miccoli 18’ | Marcatori | 33’, 60’ Robbiati |

| Arbitro: | Gabriele (Frosinone) |

|                                               |           |            |
| L. Beghetto 18’ (rig.) Toni 38’ Rimondini 68’ | Marcatori | 7’ Cordone |

| Arbitro: | Fausti (Milano) |

|              |           |           |
| D'Aversa 36’ | Marcatori | 7’ Fabris |

| Arbitro: | Bolognino (Milano) |

|            |           |             |
| Annoni 58’ | Marcatori | 25’ Palumbo |

| Arbitro: | Zaltron (Bassano del Grappa) |

|                |           |  |
| Centofanti 10’ | Marcatori |  |

| Arbitro: | Saccani (Mantova) |

|              |           |  |
| Servidei 37’ | Marcatori |  |

| Arbitro: | Castellani (Verona) |

|  |           |               |
|  | Marcatori | 45+1’ Miccoli |

| Arbitro: | Pirrone (Messina) |

|                   |           |             |
| Annoni 69’ (rig.) | Marcatori | 84’ Daudati |

| Arbitro: | Zaltron (Bassano del Grappa) |

|                           |           |                             |
| Vignaroli 29’ Topic 45+1’ | Marcatori | 15’ Baiano 51’ (aut.) Smoje |

| Arbitro: | Cassarà (Palermo) |

|            |           |                |
| Artico 74’ | Marcatori | 29’ Di Michele |

| Arbitro: | Pin (Conegliano) |

|                           |           |              |
| Rachini 59’ Bonfiglio 72’ | Marcatori | 63’ Stellini |

#### Girone di ritorno
| Arbitro: | N. Ayroldi (Molfetta) |

|                             |           |                              |
| Grava 40’ Artico 43’ (rig.) | Marcatori | 16’ Francioso 39’ Carparelli |

| Arbitro: | Bonfrisco (Monza) |

|              |           |  |
| Romualdi 56’ | Marcatori |  |

| Vicenza 13 febbraio 2000 22ª giornata | Vicenza             | 0 – 0 | Ternana | Stadio Romeo Menti\| Arbitro: \| Soffritti (Ferrara) \| |
| Arbitro:                              | Soffritti (Ferrara) |       |         |                                                         |

| Arbitro: | Tombolini (Ancona) |

|                |           |                                      |
| Borgobello 76’ | Marcatori | 54’ D'Anna 61’ Fantini 86’ Zanchetta |

| Arbitro: | Bertini (Arezzo) |

|            |           |                        |
| Caccia 51’ | Marcatori | 28’ Cordone 43’ Artico |

| Arbitro: | Guiducci (Arezzo) |

|  |           |             |
|  | Marcatori | 56’ Dionigi |

| Arbitro: | Pirrone (Messina) |

|           |           |                    |
| Taldo 19’ | Marcatori | 51’ (rig.) Miccoli |

| Arbitro: | Fausti (Milano) |

|                          |           |                        |
| Artico 52’ Bresciani 87’ | Marcatori | 33’ Stroppa 81’ Hubner |

| Arbitro: | Guiducci (Arezzo) |

|                          |           |  |
| Stellone 17’ Schwoch 34’ | Marcatori |  |

| Arbitro: | Gabriele (Frosinone) |

|             |           |  |
| Miccoli 72’ | Marcatori |  |

| Arbitro: | Guiducci (Arezzo) |

|                                |           |  |
| Borgobello 8’, 75’ Miccoli 29’ | Marcatori |  |

| Arbitro: | Pin (Conegliano) |

|            |           |            |
| Zanini 30’ | Marcatori | 29’ Fabris |

| Terni 30 aprile 2000 32ª giornata | Ternana           | 0 – 0 | Ravenna | Stadio Libero Liberati\| Arbitro: \| Guiducci (Arezzo) \| |
| Arbitro:                          | Guiducci (Arezzo) |       |         |                                                           |

| Arbitro: | Pin (Conegliano) |

|                                        |           |                            |
| A. Carbone 28’ Banchelli 49’ Benin 65’ | Marcatori | 34’ Borgobello 46’ Miccoli |

| Arbitro: | N. Ayroldi (Molfetta) |

|                                       |           |                        |
| Borgobello 6’ Miccoli 48’, 68’ (rig.) | Marcatori | 71’ (rig.) Ghirardello |

| Arbitro: | Pellegrino (Barcellona Pozzo di Gotto) |

|                          |           |                |
| Iacopino 49’ Saudati 63’ | Marcatori | 87’ Borgobello |

| Arbitro: | Collina (Viareggio) |

|                            |           |                      |
| Bresciani 37’ Stellini 87’ | Marcatori | 9’ Mazzeo 16’ Brncic |

| Arbitro: | Borriello (Mantova) |

|  |           |                 |
|  | Marcatori | 24’, 28’ Artico |

| Arbitro: | Guiducci (Arezzo) |

|                       |           |              |
| Artico 26’ Fabris 27’ | Marcatori | 22’ Kolousek |

### Coppa Italia

#### Girone preliminare Gruppo 1
| Arbitro: | Tombolini (Ancona) |

|                       |           |                        |
| Fabris 37’ Artico 62’ | Marcatori | 45’ Manca 48’ Moscelli |

| Arbitro: | P. Rossi (Ciampino) |

|               |           |             |
| C. Bonomi 48’ | Marcatori | 67’ Onorato |

| Arbitro: | Zaltron (Bassano del Grappa) |

|                            |           |  |
| Artico 9’, 48’ Cordone 87’ | Marcatori |  |

| Arbitro: | Guiducci (Arezzo) |

|               |           |                         |
| Scandurra 61’ | Marcatori | 30’ Stellini 90’ Artico |

| Arbitro: | Gabriele (Frosinone) |

|  |           |              |
|  | Marcatori | 37’ Cucciari |

| Arbitro: | Braschi (Prato) |

|                         |           |  |
| Fabris 59’ Stellini 62’ | Marcatori |  |

#### Secondo turno
| Arbitri: | Treossi (Forlì) Messina (Bergamo) |

|            |           |                      |
| Annoni 79’ | Marcatori | 35’ Nakata 87’ Melli |

| Arbitri: | Trentalange (Torino) Racalbuto (Gallarate) |

|        |           |              |
| Ba 91’ | Marcatori | 14’ Stellini |